# NSU-Fiat Weinsberg 500
La NSU - Fiat Weinsberg 500 qui sera rebaptisée en 1960 Fiat Neckar Weinsberg 500, est une petite voiture construite à partir de la Fiat 500 (1957) mais avec une carrosserie particulière en version Limousette Coupé. Ce modèle est une exclusivité de la filiale allemande qui n'a jamais été fabriquée ailleurs.

## Histoire
À partir de 1928, les créanciers du constructeur allemand NSU Motorenwerke AG en faillite, ont vendu les divisions bicyclettes, motocyclettes et automobiles ainsi que les usines de Neckarsulm et Heilbronn, à l'Italien Fiat.
Après les destructions liées à la Seconde Guerre mondiale, l'usine de Heibronn a été complètement reconstruite et les modèles directement dérivés des Fiat italiennes ont été produits sous licence sous la marque Fiat-NSU.
Considérant que la nouvelle Fiat 500 italienne, déjà produite sous licence en Autriche par Steyr-Puch sous le nom de Fiat Steyr 500, pourrait ne pas convenir au gabarit de l'automobiliste allemand, Antonio Fessia, ingénieur en chef au bureau d'études Fiat de Turin, fut chargé de superviser la variante allemande au bijou de Dante Giacosa en reprenant le style de l'Autobianchi Bianchina. Cela était possible parce que Fiat avait maintenu à Heilbronn un bureau d'études dont l'activité principale était l'adaptation des modèles italiens aux goûts allemands.
Le modèle baptisé NSU - Fiat Weinsberg fut présenté officiellement en mars 1959. Il sera fabriqué sans évolution notable de 1959 à 1963 en un total de 6 228 exemplaires quasiment tous commercialisés en Allemagne, les taxes d'importation dans les pays limitrophes d'Europe étaient largement dissuasives pour envisager toute exportation. En 1959, il était vendu 3 840 DM. La production journalière était de 14 voitures.
Les deux versions Limousette et Coupé étaient commercialisées au même prix de 3,840 DM (y compris le chauffage et le toit ouvrant). Ils ne différaient que dans la conception de la lunette arrière. Le coupé disposait d'une fenêtre panoramique à l'arrière, l'espace libre au-dessus du siège était suffisant pour accueillir des enfants jusqu'à environ 7/10 ans. La Limousette offrait plus de volume à l'arrière avec un toit prolongé et une lunette plus verticale comme sur une berline, d'où le nom.
La Weisberg sera remplacée par l'Autobianchi Bianchina, au gabarit plus important, l'esthétique plus raffinée et la mécanique plus puissante.

## 1960 - Fiat NSU devient Fiat Neckar

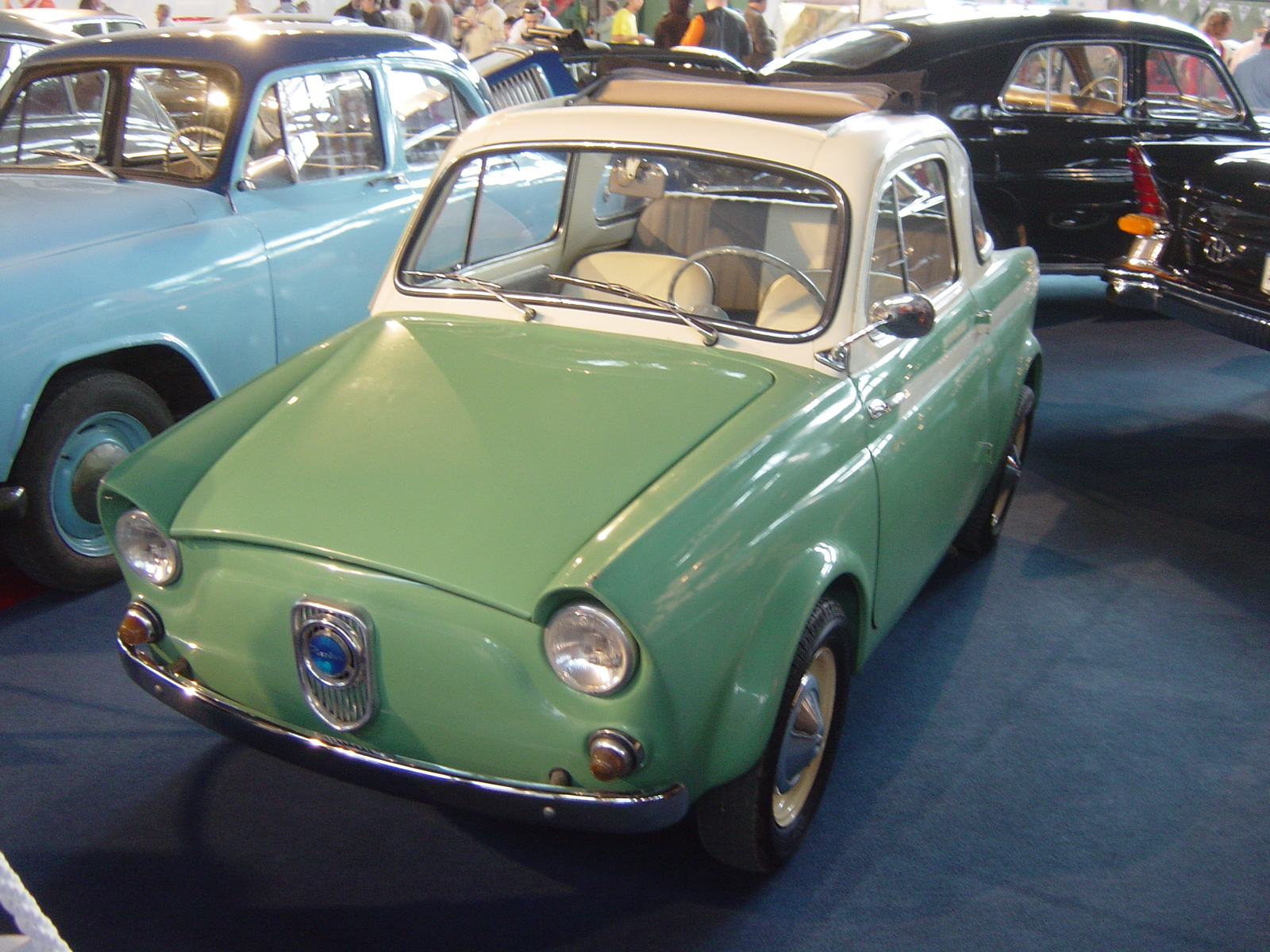
Fiat Neckar Weinsberg - face avant avec nouveau logo après 1960

Contrairement à l'engagement pris par NSU lors de sa mise en faillite, de ne jamais vouloir reprendre la fabrication d'automobiles, en 1957 NSU décide de tenter sa chance dans l'automobile et "négocie" (traîne Fiat au tribunal de commerce) avec Fiat la récupération de la marque NSU. Malgré les documents contractuels signés en 1928 lors du rachat par Fiat, le 1er janvier 1960 Fiat-NSU doit changer de nom et devient Fiat Neckar.
Fiat doit alors rafraichir certains modèles en production et en profite pour doter la Weinsberg de l'évolution du moteur italien de la Fiat 500. Les deux modèles reçurent le nouveau moteur de 499,5 cm3 avec une puissance de 15 ch et un couple de 305 N m, valeurs inchangées mais avec un régime de couple réduit de 3 400 à 3 000 tr/min.

## Curiosité
Entre 1961 et 1964, un lot de voitures pour conduite à gauche a été fabriqué sur commande pour une livraison exclusive sur l'île britannique de Jersey.